# Polytmus milleri
Polytmus milleri, popularmente conhecido como beija-flor-dourado-de-miller ou beija-flor-do-tepui, é uma espécie de ave da família Trochilidae.
Pode ser encontrada nos seguintes países: Brasil, Guiana e Venezuela.
Os seus habitats naturais são: regiões subtropicais ou tropicais húmidas de alta altitude e campos de gramíneas de baixa altitude subtropicais ou tropicais sazonalmente húmidos ou inundados.